# L'Inondation (film, 1924)
Pour les articles homonymes, voir L'Inondation.
Pour plus de détails, voir Fiche technique et Distribution.
L'Inondation est un film muet français réalisé en 1923 par Louis Delluc et sorti à l'occasion de sa mort en 1924.

## Fiche technique
- Titre : L'Inondation
- Titre anglais : The Flood
- Réalisation : Louis Delluc
- Scénario : Louis Delluc, d'après une nouvelle d'André Corthis
- Directeur artistique : Marcel L'Herbier
- Décors : Alberto Cavalcanti
- Photographie : Alphonse Gibory et Georges Lucas
- Société de production : Cinégraphic
- Production : Marcel L'Herbier
- Pays :  France
- Format : Noir et blanc - Muet
- Durée : 74 minutes
- Date de sortie :
  - France - 9 mai 1924

## Distribution
- Ève Francis  : Germaine Broc
- Edmond Van Daële : Monsieur Broc, son père
- Ginette Maddie : Margot Doucet
- Philippe Hériat : Alban Perrin
- Claire Prélia : la mère de Margot
- Oscar Cornaz : Jean Faure

## Autour du film
- L'Inondation a été tourné à Orange[2], Mornas et Piolenc.